# The Story of Film: An Odyssey
The Story of Film: An Odyssey è un documentario che parla della storia del cinema, dalla sua nascita alla fine dell'Ottocento fino agli anni 2000.

## Trama
Il documentario, formato da 15 episodi che hanno una durata di un'ora l'uno con una lunghezza complessiva di oltre 900 minuti, è stato diretto e narrato da Mark Cousins, un critico cinematografico dall'Irlanda del Nord, anche autore dell'omonimo libro del 2004 The Story of Film.
Tutti gli episodi del documentario sono stati trasmessi nel settembre 2011 su More4, il servizio di televisione digitale del Regno Unito di proprietà dell'emittente televisiva Channel 4. The Story of Film inoltre è stato proiettato nella sua interezza nel 2011 al Festival Internazionale del Cinema di Toronto, ed è stato esposto al Museo di Arte Moderna di New York nel febbraio 2012. È stato trasmesso negli Stati Uniti sul canale Turner Classic Movies a partire da settembre 2013.
Quando il documentario è stato trasmesso a partire dal settembre 2011 il Telegraph titolava che era "l'evento cinematografico dell'anno", descrivendolo come "visivamente ammaliante e intellettualmente stimolante, è allo stesso tempo una lettera d'amore al cinema, un imperdibile corso di cinema ed una riscrittura radicale del mondo del cinema". Il documentario ha vinto il Peabody Award nel 2013.

## Lista degli episodi
Ecco la lista di tutti i film citati nel corso del documentario, suddivisi per episodio.

### Episodio 1 - Nascita del cinema
Introduzione
- Salvate il soldato Ryan (1998) dir. Steven Spielberg
- Tre colori - Film blu (1993) dir. Krzysztof Kieślowski
- Casablanca (1942) dir. Michael Curtiz
- Il chi è di un inquilino (1947) dir. Yasujirō Ozu
- Fuggiasco (1947) dir. Carol Reed
- Due o tre cose che so di lei (1967) dir. Jean-Luc Godard
- Taxi Driver (1976) dir. Martin Scorsese
- Il braccio violento della legge (1971) dir. William Friedkin

1895-1918: il mondo scopre una nuova forma d'arte o nascita del cinema
- Traffic Crossing Leeds Bridge (1888) dir. Louis Aimé Augustin Le Prince
- The Kiss (aka May Irwin Kiss) (1896) dir. William Heise
- L'uscita dalle officine Lumière (1895) dir. Louis Lumière
- L'arrivo di un treno alla stazione di La Ciotat (1896) dir. Louis Lumière
- Annabelle Serpentine Dance (1894-1896 ?) dir. William Kennedy Laurie Dickson e William Heise
- Sandow (1894) dir. William Kennedy Laurie Dickson
- What Happened on Twenty-third Street, New York City (1901) dir. George S. Fleming e Edwin S. Porter
- Cendrillon (1899) dir. Georges Méliès
- Viaggio nella Luna (1902) dir. Georges Méliès
- La lune à un mètre (1898) dir. Georges Méliès
- The Kiss in the Tunnel (1899) dir. George Albert Smith
- Shoah (1985) dir. Claude Lanzmann
- 2001: Odissea nello spazio (1968) dir. Stanley Kubrick
- Sick Kitten (1903) dir. George Albert Smith
- Ottobre (1928) dir. Sergej Michajlovič Ėjzenštejn
- C'era una volta il West (1968) dir. Sergio Leone
- The Corbett-Fitzsimmons Fight (1897) dir. Enoch J. Rector

1903-1918: Il brivido diventa racconto o il sogno hollywoodiano
- Life of an American Fireman (1903) dir. Edwin S. Porter
- La palla n° 13 (1924) dir. Buster Keaton
- The Horse that Bolted (1907) dir. Charles Pathé
- L'Assassinat du duc de Guise (1908) dir. Charles Le Bargy e André Calmettes (aka The Assassination of the Duc de Guise)
- Questa è la mia vita (1962) dir. Jean-Luc Godard
- Those Awful Hats (1909) dir. David Wark Griffith
- The Mended Lute (1909) dir. David Wark Griffith
- L'abisso (1910) dir. Urban Gad
- Teatromania (1925) dir. Allan Dwan
- The Mysterious X (1914) dir. Benjamin Christensen
- La stregoneria attraverso i secoli (1922) dir. Benjamin Christensen
- Ingeborg Holm (1913) dir. Victor Sjöström
- Il carretto fantasma (1921) dir. Victor Sjöström
- Shanghai Express (1932) dir. Josef von Sternberg
- The Story of the Kelly Gang (1906) dir. Charles Tait
- The Squaw Man (1914) dir. Oscar Apfel e Cecil B. DeMille
- L'Impero colpisce ancora (1980) dir. Irvin Kershner
- Falling Leaves (1912) dir. Alice Guy
- Suspense (1913) dir. Phillips Smalley e Lois Weber
- Il vento (1928) dir. Victor Sjöström
- Rescued from an Eagle's Nest (1908) dir. J. Searle Dawley
- The House with Closed Shutters (1910) dir. David Wark Griffith
- Way Down East (1920) dir. David Wark Griffith
- Le due orfanelle (1921) dir. David Wark Griffith
- Nascita di una Nazione (1915) dir. David Wark Griffith
- Rebirth of a Nation (2007) dir. DJ Spooky
- Cabiria (1914) dir. Giovanni Pastrone
- Intolerance (1916) dir. David Wark Griffith
- Anime sulla strada (aka Rojo No Reikan) (1921) dir. Minoru Murata

### Episodio 2 - Il sogno hollywoodiano
1918-1928: il trionfo dei film americani...
- Quarto potere (1941) dir. Orson Welles
- Il ladro di Bagdad (1924) dir. Raoul Walsh
- Desiderio (1936) dir. Frank Borzage
- Via col Vento (1939) dir. Victor Fleming
- La danza delle luci (1933) dir. Mervyn LeRoy
- Cantando sotto la Pioggia (1952) dir. Gene Kelly e Stanley Donen
- Il mistero del falco (1941) dir. John Huston
- L'imperatrice Caterina (1934) dir. Josef von Sternberg
- Il cameraman (aka Io e la scimmia) (1928) dir. Edward Sedgwick e Buster Keaton
- Una settimana (1920) dir. Edward F. Cline e Buster Keaton
- La palla n.13 (1924) (già visto nell'episodio 1) dir. Buster Keaton
- L'amore attraverso i secoli (aka Senti, amore mio!) (1923) dir. Buster Keaton e Edward F. Cline
- Buster Keaton corre ancora (1965) dir. John Spotton
- Come vinsi la guerra (1926) dir. Clyde Bruckman and Buster Keaton
- Intervento divino (2002) dir. Elia Suleiman
- Luci della ribalta (1952) dir. Charlie Chaplin
- Luci della città (1931) dir. Charlie Chaplin
- Il Monello (1921) dir. Charlie Chaplin
- Il lenzuolo viola (1980) dir. Nicolas Roeg
- Il grande dittatore (1940) dir. Charlie Chaplin
- Le vacanze del signor Hulot (1953) dir. Jacques Tati
- Totò a colori (1952) dir. Steno
- Awaara (1951) dir. Raj Kapoor
- Viale del tramonto (1950) dir. Billy Wilder
- A qualcuno piace caldo (1959) dir. Billy Wilder
- Luke's Movie Muddle (1916) dir. Hal Roach
- Il castello incantato (1920) dir. Alfred J. Goulding e Hal Roach
- Viaggio in paradiso (1921) dir. Fred C. Newmeyer
- Preferisco l'ascensore! (1923) dir. Fred C. Newmeyer e Sam Taylor
- Anche se non sono riuscito a laurearmi... (1930) dir. Yasujirō Ozu

...E i suoi primi ribelli
- Nanuk l'esquimese (1922) dir. Robert J. Flaherty
- La casa è nera (1963) dir. Forough Farrokhzad
- Sans Soleil (1983) dir. Chris Marker
- The Not Dead (2007) dir. Brian Hill
- The Perfect Human (1967) (mostrato come frammento de Le cinque variazioni) dir. Jørgen Leth
- Le cinque variazioni (2003) dir. Lars von Trier and Jørgen Leth
- Mariti ciechi (1919) dir. Erich von Stroheim
- The Lost Squadron (1932) dir. George Archainbaud and Paul Sloane
- Rapacità (1924) dir. Erich von Stroheim
- Erich von Stroheim in Vienna (1948)
- La regina Kelly (1929) (mostrato come parte di Viale del Tramonto) dir. Erich von Stroheim
- La folla (1928) dir. King Vidor
- L'appartamento (1960) dir. Billy Wilder
- Il processo (1962) dir. Orson Welles
- Aėlita (1924) dir. Jakov Protazanov
- Dopo la morte (1915) dir. Jevgenij Bauer
- La passione di Giovanna d'Arco (1928) dir. Carl Theodor Dreyer
- Ordet - La parola (1955) dir. Carl Theodor Dreyer
- Il presidente (Præsidenten) (1919) dir. Carl Theodor Dreyer
- Vampyr - Il vampiro (1932) dir. Carl Theodor Dreyer
- Gertrud (1964) dir. Carl Theodor Dreyer
- Dogville (2003) dir. Lars von Trier
- Questa è la mia vita (1962) (già visto nell'episodio 1) dir. Jean-Luc Godard

### Episodio 3 - L'età dell'oro del mondo del cinema
1918-1932: i grandi registi ribelli nel mondo
- Il ladro di Bagdad (1924) (già visto nell'episodio 2) dir. Raoul Walsh
- La passione di Giovanna d'Arco (1928) (già visto nell'episodio 2) dir. Carl Theodor Dreyer
- Robert und Bertram, die lustigen Vagabunden (1915) dir. Max Mack
- La principessa delle ostriche (1919) dir. Ernst Lubitsch
- Lo scoiattolo (1921) dir. Ernst Lubitsch
- Matrimonio in quattro (1924) dir. Ernst Lubitsch
- La rosa sulle rotaie (1923) dir. Abel Gance
- Napoleone (1927) dir. Abel Gance
- Il gabinetto del dottor Caligari (1920) dir. Robert Wiene
- Il cuore rivelatore (1928) dir. Charles Klein e Leon Shamroy
- Il pensionante (1927) dir. Alfred Hitchcock
- Una pagina di follia (1926) dir. Teinosuke Kinugasa
- Metropolis (1927) dir. Fritz Lang
- La folla (1928) (già visto nell'episodio 2) dir. King Vidor
- Aurora (1927) dir. Friedrich Wilhelm Murnau
- Opus 1 (1921) dir. Walter Ruttmann
- Entr'acte (1924) dir. René Clair
- Rien que les heures (1926) dir. Alberto Cavalcanti
- Io ti salverò (1945) dir. Alfred Hitchcock
- Un chien andalou - Un cane andaluso (1929) dir. Luis Buñuel
- Velluto blu (1986) dir. David Lynch
- L'âge d'or (1930) dir. Luis Buñuel
- Kino-Pravda (1924) dir. Dziga Vertov
- Dnevnik Glumova (1923) dir. Sergej Michajlovič Ėjzenštejn
- La corazzata Potëmkin (1925) dir. Sergej Michajlovič Ėjzenštejn
- The Untouchables - Gli intoccabili (1987) dir. Brian De Palma
- Arsenale (1928) dir. Alexander Dovzenko
- La terra (1930) dir. Alexander Dovzenko
- Sono nato, ma... (1932) dir. Yasujirō Ozu
- Viaggio a Tokyo (1953) dir. Yasujirō Ozu
- Jeanne Dielman, 23 quai du Commerce, 1080 Bruxelles (1975) dir. Chantal Akerman
- Il chi è di un inquilino (1947) (già visto nell'episodio 1) dir. Yasujirō Ozu
- Elegia di Osaka (1936) dir. Kenji Mizoguchi
- Quarto potere (1941) (già visto nell'episodio 2) dir. Orson Welles
- Gli amanti crocifissi (1954) dir. Kenji Mizoguchi
- Il romanzo di Mildred (1945) dir. Michael Curtiz
- Xixiang ji (1927) dir. Hou Yao e Minwei Li
- Scene di una vita di città (1935) dir. Yuan Muzhi
- The Goddess (1934) dir. Wu Yonggang
- Centre Stage (1992) dir. Stanley Kwan
- Donne nuove (1935) dir. Cai Chusheng

### Episodio 4 - L'arrivo del sonoro
Gli anni '30: i grandi film americani di genere...
- Her Dilemma (1931) dir. Dudley Murphy
- Amami stanotte (1932) dir. Rouben Mamoulian
- Il Golem - Come venne al mondo (1920) dir. Carl Boese and Paul Wegener
- Frankenstein (1931) dir. James Whale
- Occhi senza volto (1960) dir. Georges Franju
- Audition (1999) dir. Takashi Miike
- Nemico pubblico (1931) dir. William A. Wellman
- Scarface - Lo sfregiato (1932) dir. Howard Hawks e Richard Rosson
- Scarface (1983) dir. Brian De Palma
- I Sette Samurai (1954) dir. Akira Kurosawa
- C'era una Volta in America (1984) dir. Sergio Leone
- Il cavallo d'acciaio (1924) dir. John Ford
- Sfida infernale (1946) dir. John Ford
- Ventesimo secolo (1934) dir. Howard Hawks
- Susanna! (1938) dir. Howard Hawks
- The Men Who Made the Movies: Howard Hawks (1973) dir. Richard Schickel
- La danza delle luci (1933) (già visto nell'episodio 1) dir. Mervyn LeRoy
- Gertie il dinosauro (1914) dir. Winsor McCay
- Le avventure del principe Achmed (1926) dir. Lotte Reiniger
- Plane Crazy (1928) dir. Walt Disney e Ub Iwerks
- Biancaneve e i sette nani (1937) dir. David Hand, William Cottrell, Wilfred Jackson, Larry Morey, Perce Pearce, and Ben Sharpsteen
- La carica dei cento e uno (1961) dir. Clyde Geronimi, Hamilton Luske, and Wolfgang Reitherman

...E la brillantezza dei film europei
- Il sangue di un poeta (1930) dir. Jean Cocteau
- Inception (2010) dir. Christopher Nolan
- Zero in condotta (1933) dir. Jean Vigo
- Se.... (1968) dir. Lindsay Anderson
- L'Atalante (1934) dir. Jean Vigo
- Il porto delle nebbie (1938) dir. Marcel Carné
- Amanti perduti (1945) dir. Marcel Carné
- La regola del gioco (1939) (aka The Rules of the Game) dir. Jean Renoir
- La grande illusione (1937) dir. Jean Renoir
- Limite (1931) dir. Mário Peixoto
- Le avventure di un buon cittadino (1937) dir. Stefan e Francizka Themerson
- Due uomini e un armadio (1958) dir. Roman Polański
- La bella maledetta (1932) dir. Leni Riefenstahl
- Il trionfo della volontà (1935) dir. Leni Riefenstahl
- Dietro le quinte dei giochi olimpici (1937) dir. Leni Riefenstahl
- Olympia - Festa di bellezza (1938) dir. Leni Riefenstahl
- Terra bassa (1954) dir. Leni Riefenstahl
- La forza delle immagini (1993) dir. Ray Müller
- La donna che visse due volte (1958) dir. Alfred Hitchcock
- Sabotatori (1942) dir. Alfred Hitchcock
- Sabotaggio (1936) dir. Alfred Hitchcock
- Il club dei 39 (1935) dir. Alfred Hitchcock
- Marnie (1964) dir. Alfred Hitchcock
- Ninotchka (1939) dir. Ernst Lubitsch
- Il mago di Oz (1939) dir. Victor Fleming
- Via col vento (1939) (già visto nell'episodio 2) dir. Victor Fleming

### Episodio 5 - Cinema del Dopoguerra
1939-1952: la devastazione della guerra... e un nuovo linguaggio filmico
- Roma città aperta (1945) dir. Roberto Rossellini
- Ombre rosse (1939) dir. John Ford
- Directed by John Ford (1971) dir. Peter Bogdanovich
- Elegia di Osaka (1936) (già visto nell'episodio 3) dir. Kenji Mizoguchi
- La carne e il diavolo (1926) dir. Clarence Brown
- La nave della morte (1944) dir. A. Edward Sutherland
- Quarto potere (1941) (già visto nell'episodio 2) dir. Orson Welles
- Me and Orson Welles (2008) dir. Richard Linklater
- Falstaff (1965) dir. Orson Welles
- Cabiria (1914) (già visto nell'episodio 1) dir. Giovanni Pastrone
- Intolerance (1916) (già visto nell'episodio 1) dir. David Wark Griffith
- Come vinsi la guerra (1926) (già visto nell'episodio 2) dir. Clyde Bruckman and Buster Keaton
- Il mistero del falco (1941) (già visto nell'episodio 2) dir. John Huston
- I migliori anni della nostra vita (The Best Years of Our Lives) (1946) dir. William Wyler
- Storie (2000) dir. Michael Haneke
- Satantango (1994) dir. Béla Tarr
- How to Marry a Millionaire (1953) dir. Jean Negulesco
- Un uomo, una donna (1966) dir. Claude Lelouch
- Heat - La sfida (1995) dir. Michael Mann
- Toro Scatenato (1980) dir. Martin Scorsese
- Ladri di biciclette (1948) dir. Vittorio De Sica
- La fidanzata di tutti (1944) dir. H. Bruce Humberstone
- La fiamma del peccato (1944) dir. Billy Wilder
- Portrait of a 66% Perfect Man: Billy Wilder (1982) dir. Annie Tresgot
- Il testamento del dottor Mabuse (1933) dir. Fritz Lang
- Il grande sonno (1946) dir. Howard Hawks
- Un dollaro d'onore (1959) dir. Howard Hawks
- L'Impero colpisce ancora (1980) (già visto nell'episodio 1) dir. Irvin Kershner
- Out of the Past (1947) dir. Jacques Tourneur
- La belva dell'autostrada (1953) dir. Ida Lupino
- Piccolo Cesare (1931) dir. Mervyn LeRoy
- Il porto delle nebbie (1938) (già visto nell'episodio 4) dir. Marcel Carné
- La cagna (1931) dir. Jean Renoir
- La strada scarlatta (1945) dir. Fritz Lang
- American Cinema: Film Noir (1995) dir. Alain Klarer
- Gun Crazy (1950) dir. Joseph H. Lewis
- Gangster Story (1967) dir. Arthur Penn
- L.A. Confidential (1997) dir. Curtis Hanson
- Blade Runner (1982) dir. Ridley Scott
- Il cavaliere oscuro (2008) dir. Christopher Nolan
- Siva (1989) dir. Ram Gopal Varma
- Titanic (1997) dir. James Cameron
- 71st Academy Awards (1999) dir. Louis J. Horvitz
- Un Americano a Parigi (1951) dir. Vincente Minnelli
- Scarpette rosse (1948) dir. Michael Powell e Emeric Pressburger
- Cantando sotto la pioggia (1952) (già visto nell'episodio 2) dir. Gene Kelly e Stanley Donen
- Carioca (1933) dir. Thornton Freeland
- La danza delle luci (1933) (già visto nell'episodio 2) dir. Mervyn LeRoy
- Indiscreto (1958) dir. Stanley Donen
- Due per la strada (1967) dir. Stanley Donen
- Scala al paradiso (1946) dir. Michael Powell and Emeric Pressburger
- Post Haste (1933) dir. Humphrey Jennings
- Listen to Britain (1942) dir. Humphrey Jennings and Stewart McAllister
- Il Terzo Uomo (1949) dir. Carol Reed
- La vera gloria (1945) dir. Carol Reed and Garson Kanin
- Taxi Driver (1976) (già visto nell'episodio 1) dir. Martin Scorsese

### Episodio 6 - Sesso e melodramma
1953-1957: il racconto enfatico: il cinema mondiale sul punto di esplodere
- Gioventù bruciata (1955) dir. Nicholas Ray
- Cairo Station (1958) dir. Yusuf Shahin
- Fiori di carta (1959) dir. Guru Dutt
- Raja Harishchandra (1913) dir. Dhundiraj Govind Phalke
- Sant Tukaram (1936) dir. Vishnupant Govind Damle e Sheikh Fattelal
- Il lamento sul sentiero (1955) dir. Satyajit Ray
- Devi (1960) dir. Satyajit Ray
- Madre India (1957) dir. Mehboob Khan
- Two Stage Sisters (1964) dir. Xie Jin
- Vivere (1952) dir. Akira Kurosawa
- Cane randagio (1949) dir. Akira Kurosawa
- I sette samurai (1954) (già visto nell'episodio 4) dir. Akira Kurosawa
- Il trono di sangue (1957) dir. Akira Kurosawa
- Il padrino (1972) dir. Francis Ford Coppola
- I magnifici sette (1960) dir. John Sturges
- Limite (1931) (già visto nell'episodio 4) dir. Mário Peixoto
- Rio, 40 Graus (1955) dir. Nelson Pereira dos Santos
- Doña Bárbara (1943) dir. Fernando de Fuentes e Miguel Delgado
- Il mucchio selvaggio (1969) dir. Sam Peckinpah
- La perla (1947) dir. Emilio Fernández
- I figli della violenza (1950) dir. Luis Buñuel
- Secondo amore (1955) dir. Douglas Sirk
- I'm a Stranger Here Myself (1975) dir. David Helpern
- Johnny Guitar (1954) dir. Nicholas Ray
- Fireworks (1947) dir. Kenneth Anger
- Scorpio Rising (1964) dir. Kenneth Anger
- Marty (serie TV) (1953) dir. Delbert Mann
- Marty, vita di un timido (1955) dir. Delbert Mann
- Fronte del porto (1954) dir. Elia Kazan
- Il fiume rosso (1948) dir. Howard Hawks e Arthur Rosson
- L'infernale Quinlan (1958) dir. Orson Welles
- Sentieri selvaggi (1956) dir. John Ford
- La donna che visse due volte (1958) (già visto nell'episodio 4) dir. Alfred Hitchcock
- Un dollaro d'onore (1959) (già visto nell'episodio 5) dir. Howard Hawks
- Grandi speranze (1946) dir. David Lean
- Lawrence d'Arabia (1962) dir. David Lean
- O Dreamland (1953) dir. Lindsay Anderson
- La corazzata Potëmkin (1925) (già visto nell'episodio 3) dir. Sergej Michajlovič Ėjzenštejn
- E Dio creò la donna (1956) dir. Roger Vadim

### Episodio 7 - La Nuova onda europea
1957-1964: la scossa del nuovo - forme moderne di cinema nell'Europa occidentale.
- L'uscita dalle officine Lumière (1895) (già visto nell'episodio 1) dir. Louis Lumière
- Monica e il desiderio (1953) dir. Ingmar Bergman
- Il settimo sigillo (1957) dir. Ingmar Bergman
- Luci d'inverno (1963) dir. Ingmar Bergman
- Persona (1966) dir. Ingmar Bergman
- Diario di un ladro (1959) dir. Robert Bresson
- Au hasard Balthazar (1966) dir. Robert Bresson
- Taxi Driver (1976) (già visto nell'episodio 1) dir. Martin Scorsese
- Ratcatcher (1999) dir. Lynne Ramsay
- Le vacanze del signor Hulot (1953) (già visto nell'episodio 2) dir. Jacques Tati
- Mio zio (1956) dir. Jacques Tati
- Il Casanova di Federico Fellini (1976) dir. Federico Fellini
- Le notti di Cabiria (1957) dir. Federico Fellini
- 8½ (1963) dir. Federico Fellini
- Stardust Memories (1980) dir. Woody Allen
- Cleo dalle 5 alle 7 (1962) dir. Agnès Varda
- L'anno scorso a Marienbad (1961) dir. Alain Resnais
- I 400 colpi (1959) dir. François Truffaut
- Fino all'ultimo respiro (1960) dir. Jean-Luc Godard
- Life of an American Fireman (1903) (già visto nell'episodio 1) dir. Edwin S. Porter
- Arsenale (1929) (già visto nell'episodio 3) dir. Alexander Dovzhenko
- Una donna sposata (1964) dir. Jean-Luc Godard
- American Gigolò (1980) dir. Paul Schrader
- Accattone (1961) dir. Pier Paolo Pasolini
- Il Vangelo secondo Matteo (1964) dir. Pier Paolo Pasolini
- La passione di Giovanna d'Arco (1928) (già visto nell'episodio 2) dir. Carl Theodor Dreyer
- Per un pugno di dollari (1964) dir. Sergio Leone
- C'era una volta il West (1968) (già visto nell'episodio 1) dir. Sergio Leone
- Johnny Guitar (1954) (già visto nell'episodio 6) dir. Nicholas Ray
- Senso (1954) dir. Luchino Visconti
- Rocco e i suoi fratelli (1960) dir. Luchino Visconti
- L'eclisse (1962) dir. Michelangelo Antonioni
- Professione: reporter (1975) dir. Michelangelo Antonioni
- La recita (1975) dir. Theo Angelopoulos
- El cochecito - La vetturetta (1960) dir. Marco Ferreri
- Che ho fatto io per meritare questo? (1984) dir. Pedro Almodóvar
- Viridiana (1961) dir. Luis Buñuel
- Io sono curiosa (1967) dir. Vilgot Sjöman
- La maman et la putain (1973) dir. Jean Eustache

### Episodio 8 - Nuovi registi, nuove forme
1965-1969: Le Nouvelles Vagues - Nuove ondate si propagano nel mondo
- Cenere e diamanti (1958) dir. Andrzej Wajda
- Due uomini e un armadio (1958) (già visto nell'episodio 4) dir. Roman Polański
- Amleto (1948) dir. Laurence Olivier
- Il coltello nell'acqua (1962) dir. Roman Polański
- Per favore, non mordermi sul collo! (1967) dir. Roman Polański
- La mano (1965) dir. Jiří Trnka
- Fuoco ragazza mia! (1967) dir. Miloš Forman
- Le margheritine (1966) dir. Věra Chytilová
- L'armata a cavallo (1968) dir. Miklós Jancsó
- Une journée d'Andrei Arsenevitch (2000) dir. Chris Marker
- Andrej Rublëv (1966) dir. Andrej Tarkovskij
- Lo Specchio (1975) dir. Andrej Tarkovskij
- Stalker (1979) dir. Andrej Tarkovskij
- Nostalghia (1983) dir. Andrej Tarkovskij
- Le ombre degli avi dimenticati (1965) dir. Sergej Iosifovič Paradžanov
- Andrei Tarkovsky & Sergei Parajanov – Islands (1988) dir. Levon Grigoryan
- Il bambino (1969) dir. Nagisa Oshima
- Ecco l'impero dei sensi (1976) dir. Nagisa Ōshima
- Love and Crime (1969) dir. Teruo Ishii
- Cronache entomologiche del Giappone (1963) dir. Shōhei Imamura
- Quarto potere (1941) (già visto nell'episodio 2) dir. Orson Welles
- La storia del Giappone del dopoguerra raccontata da una barista (1970) dir. Shōhei Imamura
- Ajantrik (1958) dir. Ritwik Ghatak
- Meghe Dhaka Tara (1960) dir. Ritwik Ghatak
- Jukti Takko Aar Gappo (1975) dir. Ritwik Ghatak
- Uski Roti (1970) dir. Mani Kaul
- Il dio nero e il diavolo biondo (1964) dir. Glauber Rocha
- Soy Cuba (1964) dir. Mikhail Kalatozov
- The House Is Black (1963) (già visto nell'episodio 2) dir. Forugh Farrokhzad
- La nera di... (1966) dir. Ousmane Sembène
- Sabato sera, domenica mattina (1960) dir. Karel Reisz
- Kes (1969) dir. Ken Loach
- Tutti per uno (1964) dir. Richard Lester
- Le elezioni primarie del 1960 (1960) dir. Robert Drew
- Ombre (1959) dir. John Cassavetes
- Psyco (1960) dir. Alfred Hitchcock
- 66 Scenes from America (1982) dir. Jørgen Leth
- Blow Job (1963) dir. Andy Warhol
- Chi ha paura di Virginia Woolf? (1966) dir. Mike Nichols
- America, America, dove vai? (1969) dir. Haskell Wexler
- Easy Rider - Libertà e paura (1969) dir. Dennis Hopper
- Making The Shining (1980) dir. Vivian Kubrick
- 2001: Odissea nello spazio (1968) (già visto nell'episodio 1) dir. Stanley Kubrick
- Der Sieger (1921) dir. Walter Ruttmann

### Episodio 9 - Il cinema americano degli anni '70
1967-1979: il Nuovo cinema americano.
- La guerra lampo dei Fratelli Marx (1933) dir. Leo McCarey
- Artists and Models (1955) dir. Frank Tashlin
- Comma 22 (1970) dir. Mike Nichols
- M*A*S*H (1970) dir. Robert Altman
- Il laureato (1967) dir. Mike Nichols
- Fuoco ragazza mia! (1967) (già visto nell'episodio 8) dir. Miloš Forman
- Qualcuno volò sul nido del cuculo (1975) dir. Miloš Forman
- Fuga da Hollywood (1971) dir. Dennis Hopper
- I compari (1971) dir. Robert Altman
- La conversazione (1974) dir. Francis Ford Coppola
- Mean Streets - Domenica in chiesa, lunedì all'inferno (1973) dir. Martin Scorsese
- Taxi Driver (1976) (già visto nell'episodio 1) dir. Martin Scorsese
- Gli amanti crocifissi (1954) (già visto nell'episodio 3) dir. Kenji Mizoguchi
- Toro scatenato (1980) (già visto nell'episodio 5) dir. Martin Scorsese
- Italoamericani (1974) dir. Martin Scorsese
- American Gigolò (1980) (già visto nell'episodio 7) dir. Paul Schrader
- Lo spacciatore (1992) dir. Paul Schrader
- Diario di un ladro (1959) (già visto nell'episodio 7) dir. Robert Bresson
- The Walker (2007) dir. Paul Schrader
- Nascita di una Nazione (1915) (già visto nell'episodio 1) dir. David Wark Griffith
- Killer of Sheep (1978) dir. Charles Burnett
- Scrivimi fermo posta (1940) dir. Ernst Lubitsch
- Io e Annie (1977) dir. Woody Allen
- Luci della città (1931) (già visto nell'episodio 2) dir. Charlie Chaplin
- Manhattan (1979) dir. Woody Allen
- L'ultimo spettacolo (1971) dir. Peter Bogdanovich
- Il mucchio selvaggio (1969) dir. Sam Peckinpah
- Pat Garrett e Billy Kid (1973) dir. Sam Peckinpah
- La rabbia giovane (1973) dir. Terrence Malick
- I giorni del cielo (1978) dir. Terrence Malick
- Lo specchio (1975) (già visto nell'episodio 8) dir. Andrej Tarkovskij
- Cabaret (1972) dir. Bob Fosse
- Il padrino (1972) (già visto nell'episodio 6) dir. Francis Ford Coppola
- Chinatown (1974) dir. Roman Polański
- Il mistero del falco (1941) (già visto nell'episodio 2) dir. John Huston
- Jules e Jim (1962) dir. François Truffaut

### Episodio 10 - Film per cambiare il mondo
1969-1979: i registi radicali degli anni '70 raccontano lo stato della nazione.
- Il diritto del più forte (1975) (aka Faustrecht der Freiheit) dir. Rainer Werner Fassbinder
- Secondo amore (1955) (già visto nell'episodio 6) dir. Douglas Sirk
- La paura mangia l'anima (1974) (aka Angst essen Seele auf) dir. Rainer Werner Fassbinder
- Le lacrime amare di Petra von Kant (1972) (aka Die Bitteren Tränen der Petra von Kant) dir. Rainer Werner Fassbinder
- Eva contro Eva (1950) dir. Joseph L. Mankiewicz
- Alice nelle città (1974) (aka Alice in den Städten) dir. Wim Wenders
- Un amore splendido (1957) dir. Leo McCarey
- Dei della peste (1970) dir. Rainer Werner Fassbinder
- Il secondo risveglio di Christa Klages (1978) dir. Margarethe von Trotta
- Burden of Dreams (1982) dir. Les Blank
- Il fiore delle mille e una notte (1974) dir. Pier Paolo Pasolini
- Strategia del ragno (1970) dir. Bernardo Bertolucci
- Il conformista (1970) dir. Bernardo Bertolucci
- Taxi Driver (1976) (già visto nell'episodio 1) dir. Martin Scorsese
- Donne in amore (1969) dir. Ken Russell
- Sadismo (1970) dir. Donald Cammell & Nicolas Roeg
- Mean Streets - Domenica in chiesa, lunedì all'inferno (1973) (già visto nell'episodio 9) dir. Martin Scorsese
- Persona (1966) (già visto nell'episodio 7) dir. Ingmar Bergman
- L'inizio del cammino (1971) dir. Nicolas Roeg
- Picnic ad Hanging Rock (Il lungo pomeriggio della morte) (1975) dir. Peter Weir
- La mia brillante carriera (1979) dir. Gillian Armstrong
- Minamata: The Victims and Their World (1971) dir. Noriaki Tsuchimoto
- The Emperor's Naked Army Marches On (1987) dir. Kazuo Hara
- La nera di... (1969) (già visto nell'episodio 8) dir. Ousmane Sembène
- Il tesoro segreto di Tarzan (1941) dir. Richard Thorpe
- La nouba des femmes du Mont Chenoua (1979) dir. Assia Djebar
- Xala (1975) dir. Ousmane Sembène
- Sinemaabi: A Dialogue with Djibril Diop Mambéty (1997) dir. Beti Ellerson Poulenc
- Badou Boy (1970) dir. Djibril Diop Mambéty
- Iene (1992) dir. Djibril Diop Mambéty
- Kaddu Beykat (1975) (aka Lettre paysanne) dir. Safi Faye
- Mirt Sost Shi Amit (1976) dir. Haile Gerima
- Umut (1970) (aka Hope) dir. Yilmaz Güney & Şerif Gören
- Yol (1982) dir. Yilmaz Güney & Şerif Gören
- La Battaglia del Cile: Il potere popolare (1979) dir. Patricio Guzmán
- La montagna sacra (1973) dir. Alejandro Jodorowsky

### Episodio 11 - L'arrivo dei multisala ed il mainstream asiatico
Gli anni '70 e oltre: nuovi linguaggi nel cinema popolare - Around the world.
- The Kingdom and the Beauty (1959) dir. Li Han-hsiang
- A Touch of Zen (1971) dir. Hu Jinquan
- I 3 dell'Operazione Drago (1973) dir. Robert Clouse
- A Better Tomorrow (1986) dir. John Woo
- Iron Monkey (1993) dir. Yuen Wo Ping
- Matrix (1999) dir. Larry e Andy Wachowski
- Once Upon a Time in China (1991) dir. Tsui Hark
- New Dragon Gate Inn (1992) dir. Raymond Lee
- Mughal-E-Azam (1960) dir. K. Asif
- Devi (1960) (già visto nell'episodio 6) dir. Satyajit Ray
- Mausam (1975) dir. Gulzar
- Zanjeer (1973) dir. Prakash Mehra
- Sholay (1975) dir. Ramesh Sippy
- Il messaggio (1976) (aka Mohammad, Messenger of God) dir. Mustafa Akkad
- The Making of an Epic: Mohammad, Messenger of God (1976) dir. Geoffrey Helman & Christopher Penfold
- Il passero (1972) dir. Yusuf Shahin
- L'esorcista (1973) dir. William Friedkin
- Joe il pilota (1943) dir. Victor Fleming
- Lo squalo (1975) dir. Steven Spielberg
- The Making of Steven Spielberg's Jaws (1995) dir. Laurent Bouzereau
- La donna che visse due volte (1958) (già visto nell'episodio 4) dir. Alfred Hitchcock
- Incontri ravvicinati del terzo tipo (1977) dir.	Steven Spielberg
- Jurassic Park (1993) dir. Steven Spielberg
- Guerre Stellari (1977) (già visto nell'episodio 1) dir. George Lucas
- La fortezza nascosta (1958) dir. Akira Kurosawa
- Il trionfo della volontà (1935) (già visto nell'episodio 4) dir. Leni Riefenstahl

### Episodio 12 - Combatti il potere: la protesta nei film
Gli anni '80: cinema e protesta in giro per il mondo.
- The Horse Thief (1988) dir. Tian Zhuangzhuang
- Yellow Earth (1985) dir. Chen Kaige
- Lanterne rosse (1991) dir. Zhang Yimou
- La foresta dei pugnali volanti (2004) dir. Zhang Yimou
- Repentance (1984) dir. Tengiz Abuladze
- Arsenale (1929) (già visto nell'episodio 3) dir. Alexander Dovzhenko
- Va' e vedi (1985) dir. Elem Klimov
- Long Goodbyes (1971) dir. Kira Muratova
- Breve film sull'uccidere (1988) dir. Krzysztof Kieślowski
- Psyco (1960) (già visto nell'episodio 8) dir. Alfred Hitchcock
- Wend Kuuni - Il dono di Dio (1983) dir. Gaston Kaboré
- Yeelen, la luce (1987) dir. Souleymane Cissé
- Video Killed the Radio Star (1979) (music video) dir. Russell Mulcahy
- Flashdance (1983) dir. Adrian Lyne
- Top Gun (1986) dir. Tony Scott
- Velluto blu (1986) (visto per la prima volta nell'episodio 3) dir. David Lynch
- The Elephant Man (1980) dir. David Lynch
- Fa' la cosa giusta (1989) dir. Spike Lee
- Il terzo uomo (1949) dir. Carol Reed (già visto nell'episodio 5)
- Return of the Secaucus 7 (1980) dir. John Sayles
- Subway (1985) dir. Luc Besson
- Gli amanti del Pont-Neuf (1991) dir. Leos Carax
- Un americano a Parigi (1951) dir. Vincente Minnelli (già visto nell'episodio 5)
- Labirinto di passioni (1982) dir. Pedro Almodóvar
- Tutti per uno (1964) (già visto nell'episodio 8) dir. Richard Lester
- Il sole della mela cotogna (El sol del membrillo) (1992) dir. Víctor Erice
- My Beautiful Laundrette - Lavanderia a gettone (1985) dir. Stephen Frears
- My Childhood (1972) dir. Bill Douglas
- Gregory's Girl (1981) dir. Bill Forsyth
- Voci lontane... sempre presenti (1988) dir. Terence Davies
- Intolerance (1916) dir. David Wark Griffith (già visto nell'episodio 1)
- Young at Heart (1954) dir. Gordon Douglas
- Lo zoo di Venere (1986) dir. Peter Greenaway
- The Last of England (1988) dir. Derek Jarman
- Videodrome (1983) dir. David Cronenberg
- Crash (1996) dir. David Cronenberg
- Neighbours (1952) dir. Norman McLaren
- Jésus de Montréal (1989) dir. Denys Arcand

### Episodio 13 - Nuovi confini: il mondo del cinema in Africa, Asia e America latina
1990-1998: gli ultimi giorni della celluloide - prima dell'arrivo del digitale.
- La mela (1998) dir. Samira Makhmalbaf
- Pane e fiore (1996) dir. Mohsen Makhmalbaf
- Dov'è la casa del mio amico? (1987) dir. Abbas Kiarostami
- E la vita continua (1991) dir. Abbas Kiarostami
- Sotto gli ulivi (1994) dir. Abbas Kiarostami
- Days of Being Wild (1990) dir. Wong Kar-wai
- In the Mood for Love (2000) dir. Wong Kar-wai
- Irma Vep (1996) dir. Olivier Assayas
- Città dolente (1989) dir. Hou Hsiao-nsien
- Viaggio a Tokyo (1953) (già visto nell'episodio 3) dir. Yasujirō Ozu
- Vive l'amour (1994) dir. Tsai Ming-liang
- Tetsuo (1989) dir. Shin'ya Tsukamoto
- Videodrome (1983) (già visto nell'episodio 12) dir. David Cronenberg
- Tetsuo II: Body Hammer (1992) dir. Shin'ya Tsukamoto
- La rosa sulle rotaie (1923) (già visto nell'episodio 3) dir. Abel Gance
- Ringu (1998) dir. Hideo Nakata
- L'esorcista (1973) (già visto nell'episodio 11) dir. William Friedkin
- I racconti della luna pallida d'agosto (1953) dir. Kenji Mizoguchi
- Audition (1999) (già visto nell'episodio 4) dir. Takashi Miike
- Le onde del destino (1996) dir. Lars von Trier
- Homicide (1993-1999) dir. Tom Fontana
- Dogville (2003) dir. Lars von Trier (già visto nell'episodio 2)
- L'odio (1995) dir. Mathieu Kassovitz
- Fa' la cosa giusta (1989) (già visto nell'episodio 12) dir. Spike Lee
- Humanité (1999) dir. Bruno Dumont
- Rosetta (1999) dir. Jean-Pierre e Luc Dardenne
- Touki Bouki (1973) dir. Djibril Diop Mambéty
- Beau Travail (1999) dir. Claire Denis
- Tarda primavera (1949) dir. Yasujirō Ozu
- Crows (1994) dir. Dorota Kędzierzawska
- Wednesday (1997) dir. Victor Kossakovsky
- 24 Realities a Second (2004) dir. Nina Kusturica and Eva Testor
- Storie (2000) (già visto nell'episodio 5) dir. Michael Haneke
- Funny Games (1997) dir. Michael Haneke
- Persona (1966) (già visto nell'episodio 7) dir. Ingmar Bergman

### Episodio 14 - Il nuovo cinema indipendente americano e la rivoluzione digitale
Gli anni '90: i primi giorni del digitale - la realtà perde concretezza in America e in Australia.
- Gladiator	(2000)	dir. Ridley Scott
- Intolerance (1916) (già visto nell'episodio 1) dir. David Wark Griffith
- Terminator 2: Judgment Day	(1991)	dir. James Cameron
- Due marinai e una ragazza (Canta che ti passa)	(1945)	dir. George Sidney
- Gertie il dinosauro	(1914) (già visto nell'episodio 4) dir. Winsor McCay
- Jurassic Park (1993) (già visto nell'episodio 11) dir. Steven Spielberg
- Titanic (1997) (già visto nell'episodio 5) dir. James Cameron
- Toy Story - Il mondo dei giocattoli (1995)	dir. John Lasseter
- The Blair Witch Project - Il mistero della strega di Blair (1999) dir. Daniel Myrick e Eduardo Sánchez
- La foresta dei pugnali volanti (2004) (già visto nell'episodio 12) dir. Zhang Yimou
- Quei bravi ragazzi	(1990)	dir. Martin Scorsese
- The Great Train Robbery	(1903) dir. Edwin S. Porter
- The Killers (1946) dir. Robert Siodmak
- Pulp Fiction	(1994)	dir. Quentin Tarantino
- Le iene	(1992)	dir. Quentin Tarantino
- City on Fire	(1987) dir. Ringo Lam
- Bande à Part	(1964) dir. Jean-Luc Godard
- Assassini nati - Natural Born Killers	(1994)	dir. Oliver Stone
- Crocevia della morte	(1990)	dir. Joel ed Ethan Coen
- Mister Hula Hoop	(1994)	dir. Joel ed Ethan Coen
- Fratello, dove sei?	(2000)	dir. Joel ed Ethan Coen
- Il grande Lebowski	(1998)	dir. Joel ed Ethan Coen
- Belli e dannati	(1991)	dir. Gus Van Sant
- The Shining	(1980)	dir. Stanley Kubrick
- Elephant	(2003)	dir. Gus Van Sant
- Elephant	(1989)	dir. Alan Clarke
- Gerry	(2002)	dir. Gus Van Sant
- Satantango	(1994) (già visto nell'episodio 5) dir. Béla Tarr
- Jeanne Dielman, 23, quai du Commerce, 1080 Bruxelles	(1975)	dir. Chantal Akerman
- Last Days	(2005)	dir. Gus Van Sant
- Psyco	(1960) (già visto nell'episodio 8) dir. Alfred Hitchcock
- Psycho	(1998)	dir. Gus Van Sant
- Cremaster 3	(2002) dir. Matthew Barney
- Preferisco l'ascensore!	(1923) (già visto nell'episodio 2) dir. Fred C. Newmeyer e Sam Taylor
- RoboCop	(1987) dir. Paul Verhoeven
- Starship Troopers - Fanteria dello spazio (1997) dir. Paul Verhoeven
- Un angelo alla mia tavola	(1990) dir. Jane Campion
- Lezioni di piano	(1993) dir. Jane Campion
- Romeo + Giulietta di William Shakespeare	(1996) dir. Baz Luhrmann
- Moulin Rouge!	(2001) dir. Baz Luhrmann

### Episodio 15 - Il cinema di oggi e del futuro
Gli anni 2000 e oltre: il cinema completa il giro e il futuro dei film.
- Swiss Miss (1938) dir. John G. Blystone and Hal Roach
- Venere bionda (1932) dir. Josef von Sternberg
- Employees Leaving the Lumiere Factory (1895) (già visto nell'episodio 1) dir. Louis Lumière
- Fahrenheit 9/11 (2004) dir. Michael Moore
- The Bourne Supremacy (2004) dir. Paul Greengrass
- Essere e avere (2002) dir. Nicolas Philibert
- Zidane - A Portrait in the 21st Century (2006) dir. Douglas Gordon and Philippe Parreno
- L'assassinio di Jesse James per mano del codardo Robert Ford (2007) dir. Andrew Dominik
- Way Down East (1920) (già visto nell'episodio 1) dir. David Wark Griffith
- Climates (2006) dir. Nuri Bilge Ceylan
- The Death of Mr. Lazarescu (2005) dir. Cristi Puiu
- The Headless Woman (2008) dir. Lucrecia Martel
- Battle in Heaven (2005) dir. Carlos Reygadas
- Oasis (2002) dir. Lee Chang-dong
- Memories of Murder (2003) dir. Bong Joon-ho
- Old boy (2003) dir. Park Chan-wook
- Viaggio nella Luna (1898) (già visto nell'episodio 1) dir. Georges Méliès
- Mulholland Dr. (2001) dir. David Lynch
- Requiem for a Dream (2000) dir. Darren Aronofsky
- Songs from the Second Floor (2000) dir. Roy Andersson
- Way Out West (1937) dir. James W. Horne
- Indiscreet (1958) (già visto nell'episodio 5) dir. Stanley Donen
- Le regole dell'attrazione (2002) dir. Roger Avary
- Avatar (2009) dir. James Cameron
- Motion Capture Mirrors Emotion (2009) dir. Jorge Ribas
- Tropical Malady (2004) dir. Apichatpong Weerasethakul
- Madre e figlio (1997) dir. Aleksandr Sokurov
- Arca russa (2002) dir. Aleksandr Sokurov
- In One Breath: Alexander Sokurov's Russian Ark (2003) dir. Knut Elstermann

Epilogo dell'anno 2046
- Inception (2010) (già visto nell'episodio 4) dir. Christopher Nolan
- Se mi lasci ti cancello (2004) dir. Michel Gondry